# Stadtbahnstation Oakwood
Oakwood ist eine im Bau befindliche Stadtbahn-Tunnelstation in Toronto. Sie entsteht als Teil der Eglinton-Linie, die zum Netz der Toronto Subway gehören wird. Die Station befindet sich im Stadtteil Little Jamaica, unter der Kreuzung von Eglinton Avenue West und Oakwood Avenue. Ihre Eröffnung ist für das Jahr 2023 geplant.
Die Station wird über zwei Eingänge verfügen. Der barrierefreie Haupteingang wird sich unmittelbar beim nördlichen Ende der Oakwood Avenue befinden, der Nebeneingang an der Südseite der Eglinton Avenue zwischen Oakwood Avenue und Times Road. Beide werden eine Verbindung zur Verteilerebene herstellen, von wo aus der Mittelbahnsteig auf der zweiten Tiefebene erreicht werden kann. Vorgesehen sind Umsteigemöglichkeiten zu drei Buslinien der Toronto Transit Commission. Oakwood ist eine von drei Tunnelstationen der Eglinton-Linie (neben Avenue und Laird), die mit der Neuen Österreichischen Tunnelbaumethode anstatt wie sonst üblich in offener Bauweise errichtet werden.
Im Juni 2013 begannen die Tunnelbohrarbeiten an der Stadtbahnstrecke. Ursprünglich war an dieser Stelle gar keine Station vorgesehen, doch eine erfolgreiche Petition im Jahr 2012 führte zu einer Planungsänderung, zumal das zu erschließende Gebiet ein beliebtes Einkaufsviertel ist und somit genügend Fahrgastpotenzial bietet. Auf der Spundwand am Standort des zukünftigen Haupteingangs kam ab Mitte September 2017 ein Brückenkran zum Einsatz. Laut der staatlichen Verkehrsplanungsgesellschaft Metrolinx handelte es sich dabei um den ersten Einsatz dieser Baumethode über einer offenen Baugrube in Kanada. Herkömmliche Kräne konnten wegen der beengten Verhältnisse nicht verwendet werden. Ursprünglich hätte die Station im September 2021 in Betrieb genommen werden sollen. Aufgrund verschiedener unvorhergesehener Probleme während der Arbeiten erklärte die Verkehrsplanungsbehörde Metrolinx im Februar 2020, dass sie erst im Verlauf des Jahres 2022 eröffnet werden wird. Im Dezember 2021 rechnete Metrolinx jedoch damit, dass die Strecke möglicherweise erst zu Beginn des Jahres 2023 in Betrieb gehen könnte.